# Li Xueying
Li Xueying est une haltérophile chinoise, née le 15 mai 1990 dans le Hunan. 

## Palmarès
- Jeux olympiques d'été :
  - Jeux olympiques de 2012 à Londres :
    -  Médaille d'or en haltérophilie femme -58 kg.